# Malte Ljungdahl
Malte Johan Julius Ljungdahl, född 13 april 1882 i Malmö Caroli församling, död 8 november 1957 i Malmö S:t Petri församling, var en svensk läkare.
Efter studentexamen i Malmö 1901 blev Ljungdahl medicine kandidat 1905, medicine licentiat 1909 och medicine doktor 1915 (på avhandlingen Untersuchungen über die Arteriosklerose des kleinen Kreislaufs), allt i Lund. Han var amanuens och underläkare vid medicinska kliniken på Lunds lasarett 1909–12, docent i praktisk medicin vid Lunds universitet 1915, klinisk laborator och biträdande lärare i medicin där 1918–23, överläkare vid Ramlösa hälsobrunn 1922–24, bataljonsläkare i Fältläkarkårens reserv 1915 och lasarettsläkare vid Malmö allmänna sjukhus medicinska avdelning 1925–48 (styresman från 1931).
Ljungdahl var ordförande i Svenska farmakopékommittén 1936, i försvarsväsendets tandvårdsutredning 1941 och i statens sjukhusutredning av år 1943. Han tilldelades professors namn 1937. Han var överläkare vid pensionsstyrelsens kuranstalt för nervsjuka 1931–40. Han utgav ett 50-tal vetenskapliga publikationer, särskilt rörande lilla kretsloppets patologi, metaboliska sjukdomar, medicinsk historia och medicinsk kemi.